# Grenze zwischen Benin und Niger

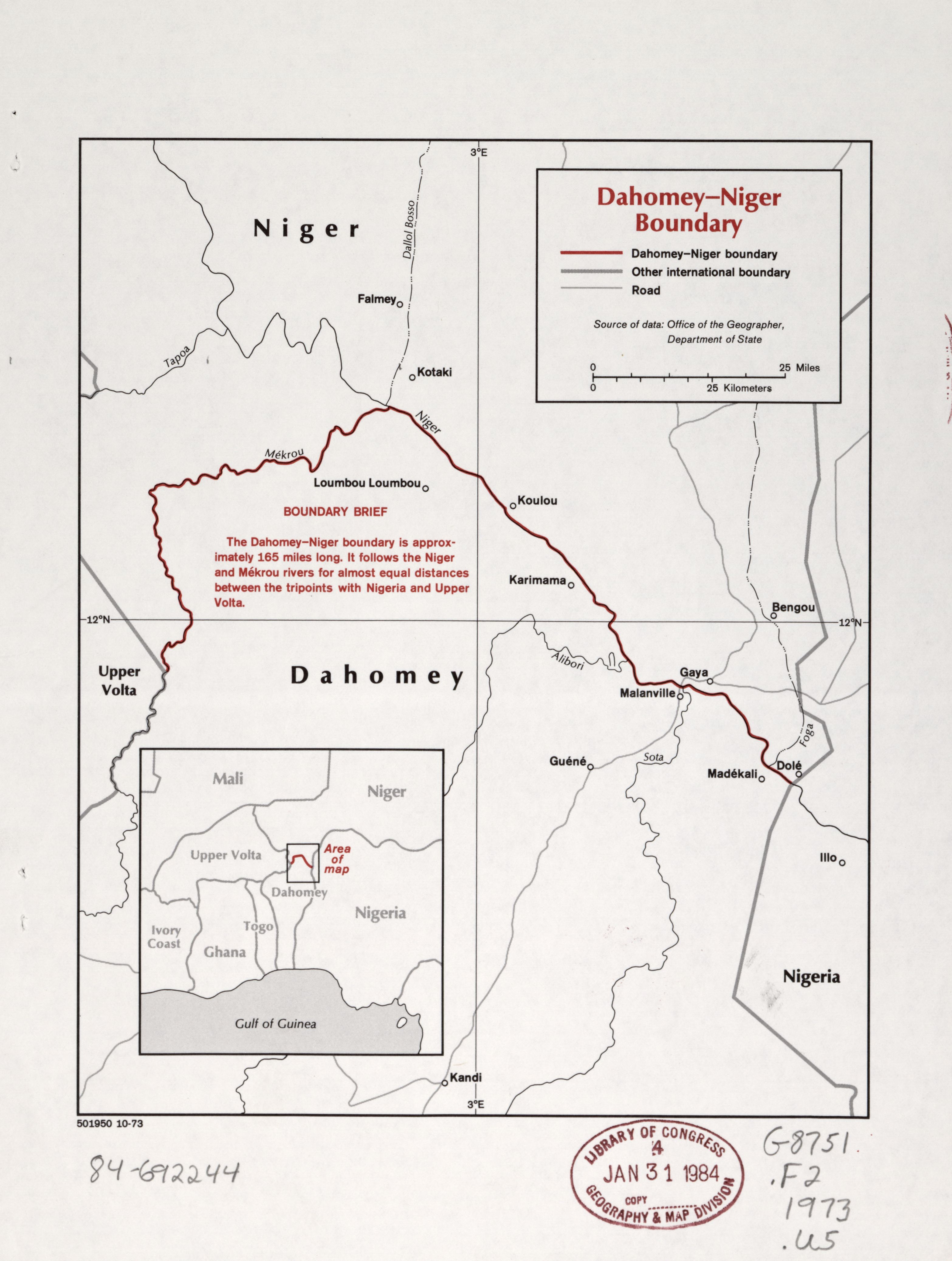
Karte des Grenzverlaufs (noch mit den früheren Staatenbezeichnungen Dahomey und Upper Volta)

Die Grenze zwischen Benin und Niger trennt als internationale Landgrenze diese beiden Staaten. Die Grenzlänge wird mit 266 oder 277 km angegeben. Die Grenze verläuft vom Dreiländereck Benin-Burkina Faso-Niger zum Dreiländereck Benin-Niger-Nigeria.

## Geschichte
Im Wettlauf um Afrika der europäischen Kolonialmächte wurden auf der Berliner Kongokonferenz die Einflussgebiete abgestimmt. In der Folge erlangte Frankreich die Kontrolle über das Tal des oberen Niger und besetzte ab 1893 auch das Gebiet des damaligen Dahomey. Sowohl die Niger-Kolonie als auch Dahomey wurden Teil von Französisch-Westafrika (AOF). Der Lauf der Flüsse Mékrou und Niger wurde in einem Statut vom 27. Oktober 1938 als Verwaltungsgrenze festgelegt. Im August 1960 erlangten Niger und Dahomey, das 1975 in Benin umbenannt wurde, die staatliche Unabhängigkeit, und die bisherige Verwaltungsgrenze wurde zur internationalen Grenze. Alsbald kam es zu einem Konflikt um die 16 km lange, bewohnte Nigerinsel Lété, der 1965 durch die Vermittlung des Präsidenten der Elfenbeinküste, Félix Houphouët-Boigny, vorläufig dadurch gelöst wurde, dass die Insel unter die gemeinsame Verwaltung der beiden Anrainerstaaten gestellt wurde. In den 1990er Jahren flammte der Konflikt erneut auf, als Benin 24 weitere Flussinseln beanspruchte und im Gegenzug lediglich den Verzicht auf die Insel Lété anbot. Beide Staaten brachten den Streit vor den Internationalen Gerichtshof, der im Juli 2005 entschied, dass Lété sowie 15 weitere Inseln an Niger und neun Inseln an Benin fallen. Dies wurde von beiden Staaten akzeptiert.

## Grenzverlauf

Grenzverlauf im Komplex der Nationalparke

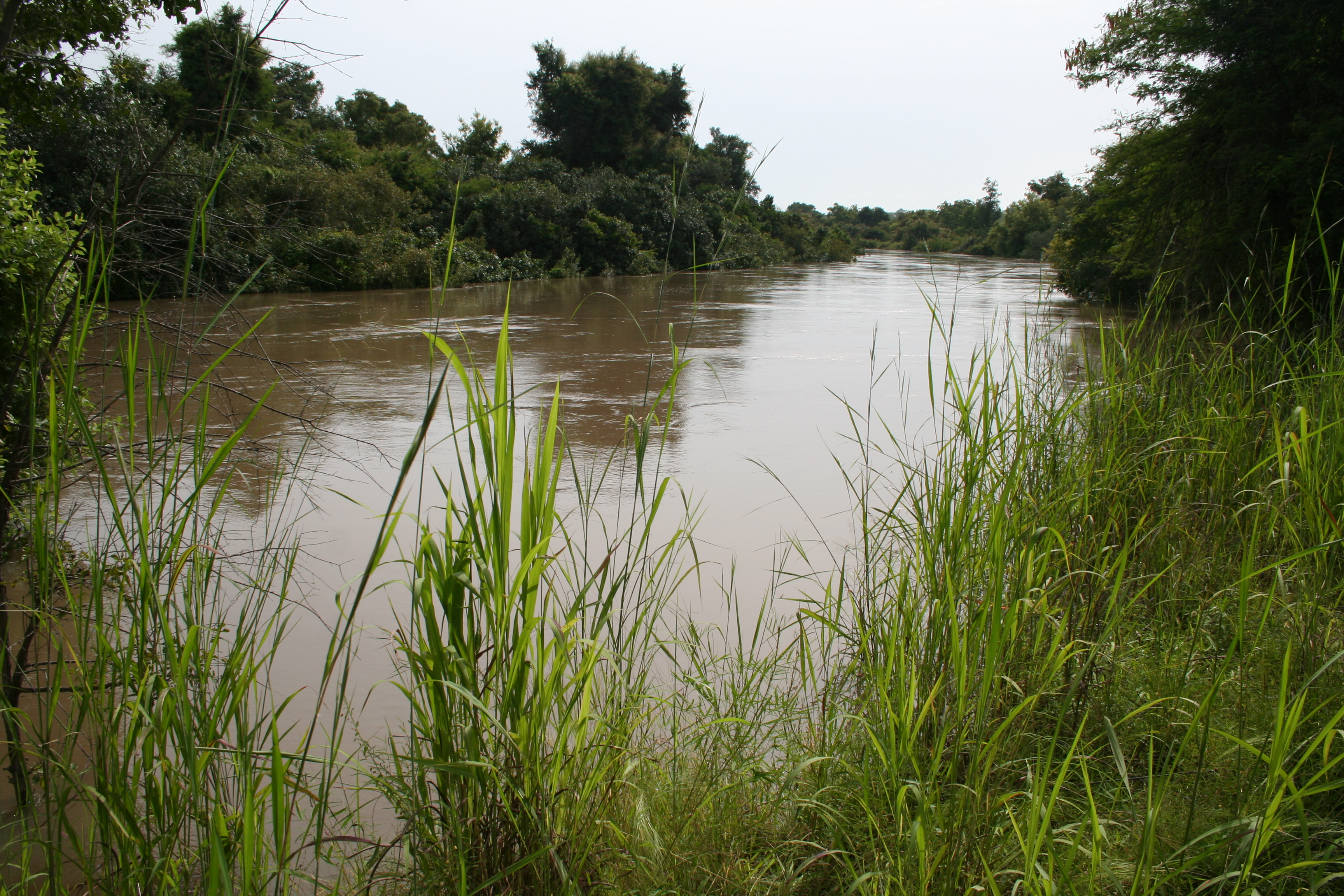
Der Mékrou in der Nähe des Dreiländerecks

Die Grenze nimmt im Nordwesten am Dreiländereck mit Burkina Faso (dem früheren Obervolta) im Fluss Mékrou (11°54'0"N, 2°24'36"E) ihren Ausgang und folgt dem Flusslauf des Mékrou im transnationalen Nationalpark W in nordöstlicher Richtung bis zur Mündung in den Niger. Sie folgt wieder dem Lauf des Niger flussabwärts (zum Disput über die Flussinseln unter Geschichte) bis zum Dreiländereck mit Nigeria (11°42'0"N, 3°36'36"E).

## Orte an der Grenze

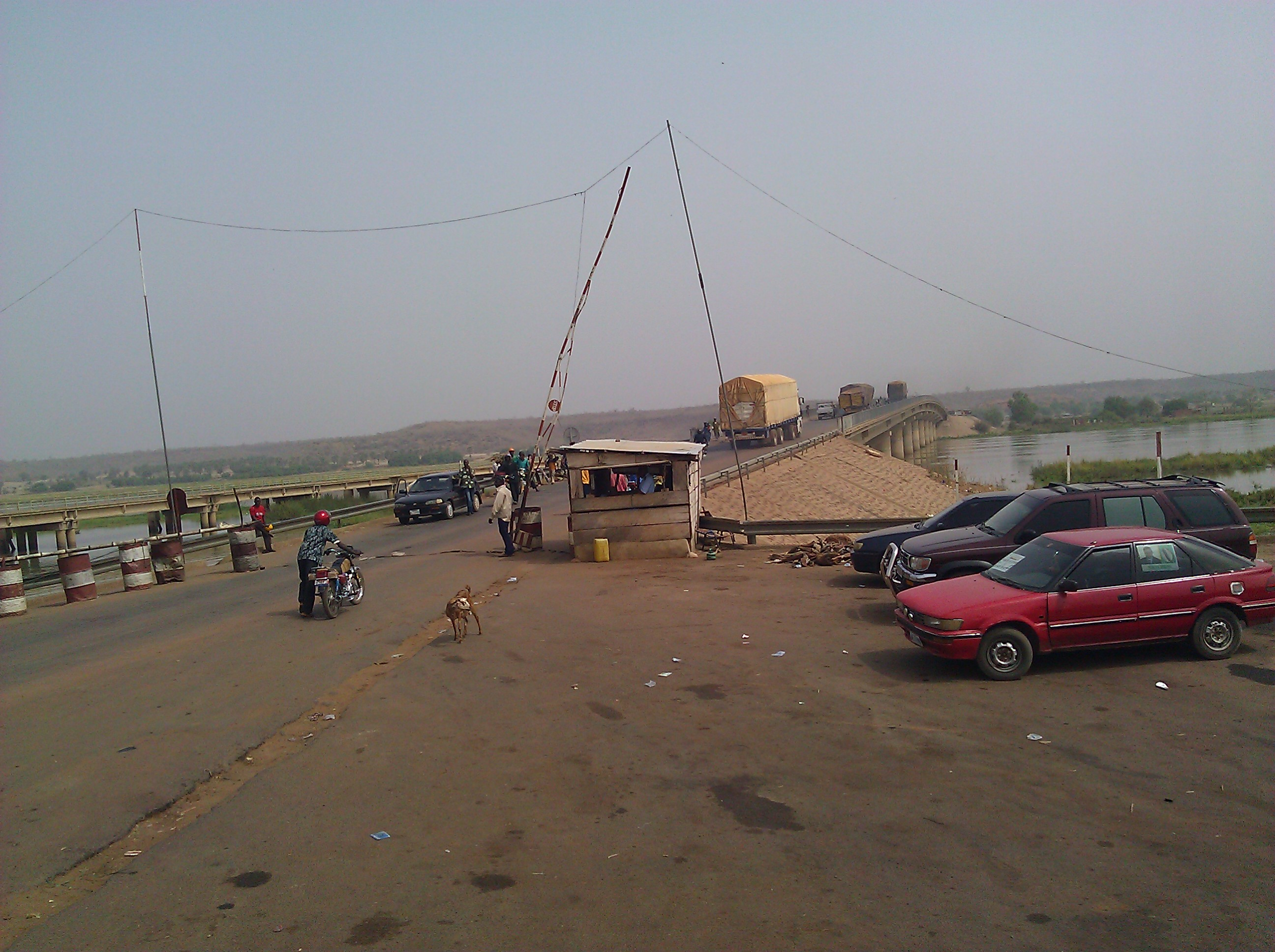
Grenzübergang Malanville-Gaya (2011)

### Benin
- Pékinga

- Compa

- Karimama

- Malanville

- Mandécali

### Niger
- Koulou

- Sia

- Tenda

- Tara

- Gaya